# Casaletto Ceredano
Casaletto Ceredano is een gemeente in de Italiaanse provincie Cremona (regio Lombardije) en telt 1098 inwoners (31-12-2004). De oppervlakte bedraagt 6,5 km², de bevolkingsdichtheid is 183 inwoners per km².

## Demografie
Casaletto Ceredano telt ongeveer 439 huishoudens. Het aantal inwoners steeg in de periode 1991-2001 met 12,6% volgens cijfers uit de tienjaarlijkse volkstellingen van ISTAT.
| Jaar | Inwoneraantal |
| ---- | ------------- |
| 1991 | 974           |
| 2001 | 1097          |

## Geografie
Casaletto Ceredano grenst aan de volgende gemeenten: Abbadia Cerreto (LO), Capergnanica, Cavenago d'Adda (LO), Chieve, Credera Rubbiano.